# Bioaerosol
Els bioaerosols (nom curt pels aerosols biològics) són una subcategoria de partícules en suspensió alliberades dels ecosistemes terrestres i marins a l'atmosfera. Es componen de components no vius i vius, com ara fongs, pol·len, bacteris i virus. Les fonts comunes de bioaerosols són el sòl, l'aigua i les aigües residuals. Els bioaerosols s'introdueixen normalment a l'aire mitjançant turbulències del vent sobre una superfície. Un cop en l'atmosfera, es poden transportar localment o globalment: el vent repetitiu i fort és el responsables de la dispersió local, mentre que les tempestes tropicals i els plomalls de pols poden moure el bioaerosols entre els continents. A les superfícies oceàniques, es generen bioaerosols mitjançant polvoritzacions de l'escuma de l'aigua pel vent i les bombolles.
Els bioaerosols poden transmetre patògens microbians, endotoxines i al·lergògens als quals els humans són sensibles. Un cas conegut va ser el brot de meningitis meningocòccia a l'Àfrica subsahariana, que va estar relacionat amb les tempestes de pols durant les temporades seques. Altres brots relacionats amb esdeveniments de pols inclouen la pneumònia per Mycoplasma i la tuberculosi. Un altre cas va ser l'augment de problemes respiratoris en humans al Carib que poden haver estat causats per rastres de metalls pesants, microorganismes de bioaerosols i pesticides transportats a través de núvols de pols que passaren sobre l'oceà Atlàntic.